# Schlosswasserhäuschen

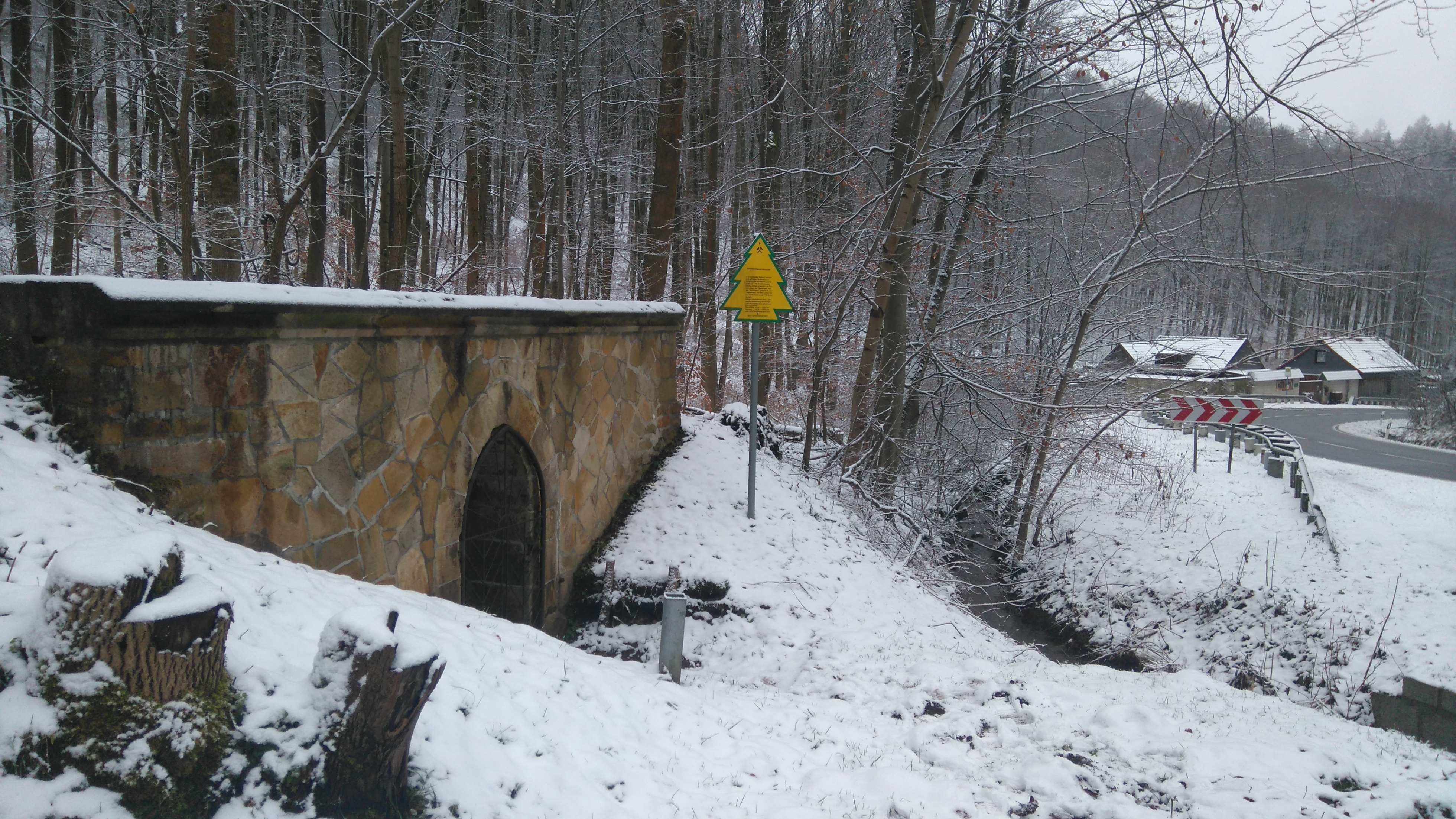
Schlosswasserhäuschen an der Bundesstraße 244 oberhalb von Bolmke

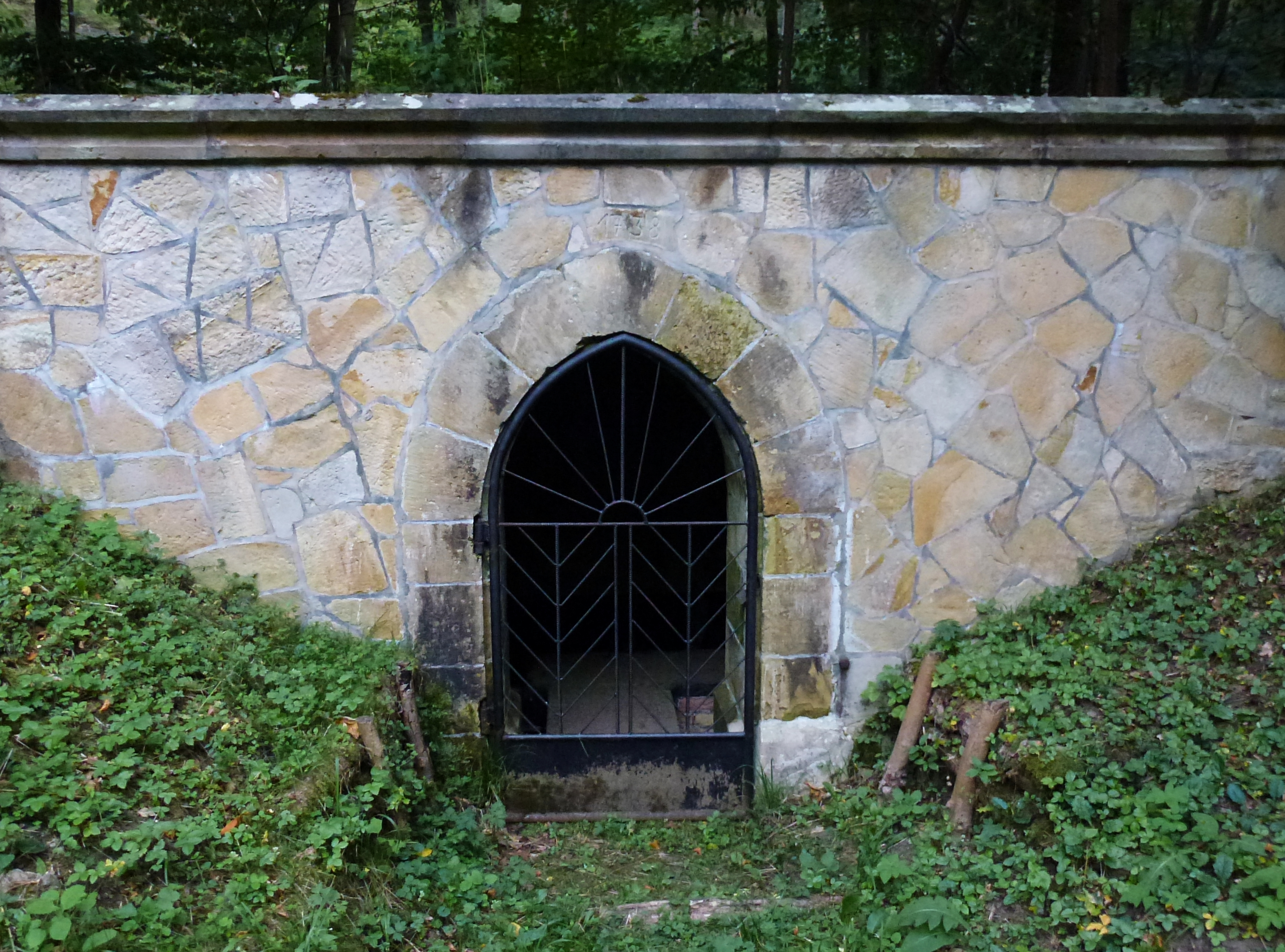
Eingang zum Schlosswasserhäuschen

Das Schlosswasserhäuschen gehörte zur historischen Wasserversorgung von Schloss Wernigerode und dem an der Lindenallee gelegenen Küchengarten im Landkreis Harz in Sachsen-Anhalt. Es ist heute ein Baudenkmal der Stadt Wernigerode und eine Station des Elbingeröder Bergbaulehrpfades.

## Geographische Lage
Es befindet sich im Harz an der Bundesstraße 244 zwischen Wernigerode und Elbingerode (Harz) unweit des früheren Chausseehauses Bolmke, direkt am Abzweig der Weißkopfchaussee in Richtung Büchenberg.

## Geschichte
Nach dem Aussterben der in Ilsenburg (Harz) residierenden Hauptlinie des Hauses Stolberg-Wernigerode im Jahre 1710 fiel durch Erbfolge die Regierung über die Grafschaft Wernigerode an den unmündigen Grafen Christian Ernst aus der Linie Stolberg-Gedern. Dieser regierte zunächst unter Vormundschaft seiner Mutter und verlegte seinen Grafensitz von Ilsenburg wieder zurück auf Schloss Wernigerode, das er fortan für Bauzwecke modernisieren und ausbauen ließ. Zu den Neuanlagen zählte auch eine neue Wasserleitung, die damals Wasserreise genannt wurde und mittels Holzröhren das Wasser von der Grenze der Grafschaft Wernigerode mit dem hannoverschen Amt Elbingerode zum Schloss Wernigerode brachte. Das Wasser kam speziell vom Eierberg in 482 m Höhe und war qualitativ besser als jenes Wasser aus dem oft ausgetrockneten, 246 Fuß tiefen Brunnen auf Schloss Wernigerode, auch wenn es teilweise mit Grubenwässern vermischt wurde. Mit den Vermessungsarbeiten wurde im Jahre 1711 begonnen, die tatsächliche Ausführung der Bauarbeiten zog sich bis 1717 hin. Bereits 1730 wurde die Wasserleitung ein Stück auf dem Gebiet des Amtes Elbingerode verlängert, um das Wasser einer Quelle am Rothenberg aufzunehmen. Außerdem wurden mehrere Sammelbehälter für einige Bergwässer aufgestellt.
Die obere oder große Schlosswasserreise aus dem 18. Jahrhundert hatte eine Gesamtlänge von ca. 11,81 km. Da es recht oft zu Beschädigungen oder Verstopfungen der Holzröhren kam, beispielsweise bei Sturm durch umgefallene Bäume und deren Laub, wurden die Holzröhren bereits 1727 durch Tonröhren, später durch Bleirohre ersetzt. Heute erinnern der Kaiser- und der Annaweg an den Verlauf der damaligen Wasserleitung, die ein Gefälle von etwa 28 Metern hatte. Daneben gab es die untere Wasserleitung, die vornehmlich der Bewässerung des Küchengartens diente.
An der großen Schlosswasserreise oberhalb von Bolmke entstand im 19. Jahrhundert das heutige Schlosswasserhäuschen als Zwischensammelbehälter für das Trinkwasser, das von hier unter der heutigen Bundesstraße in die Röhren und späteren Wasserrohre in Richtung Schloss Wernigerode geleitet wurde.

## Denkmal
In der Liste der Kulturdenkmale in Wernigerode ist das Schlosswasserhäuschen unter der Erfassungsnummer 094 56025 als Baudenkmal eingetragen. Eine gelbe Dennert-Tanne neben dem Schlosswasserhäuschen gibt entsprechende historische Erläuterungen.